# Queensway (London Underground)

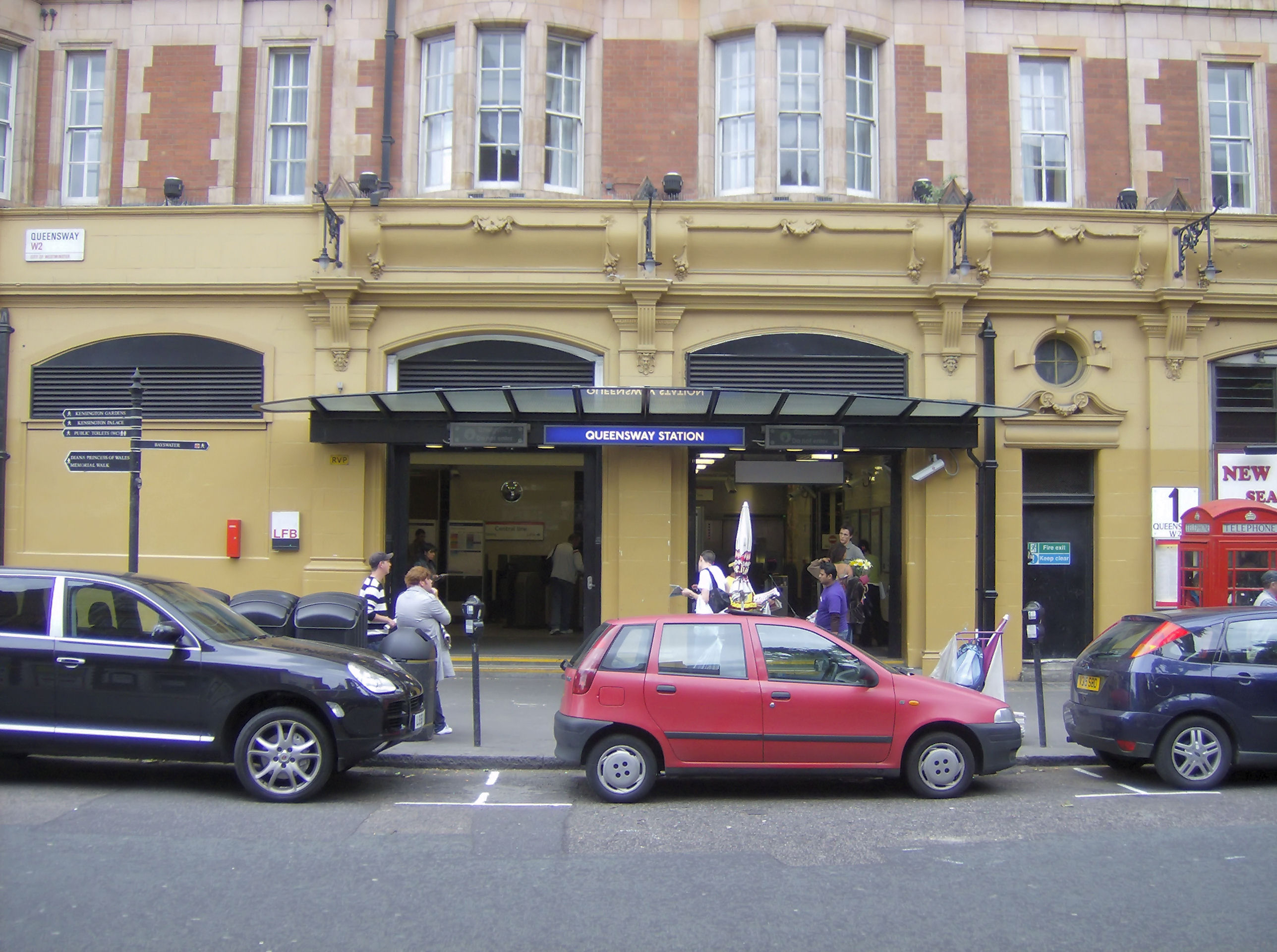
Station Queensway

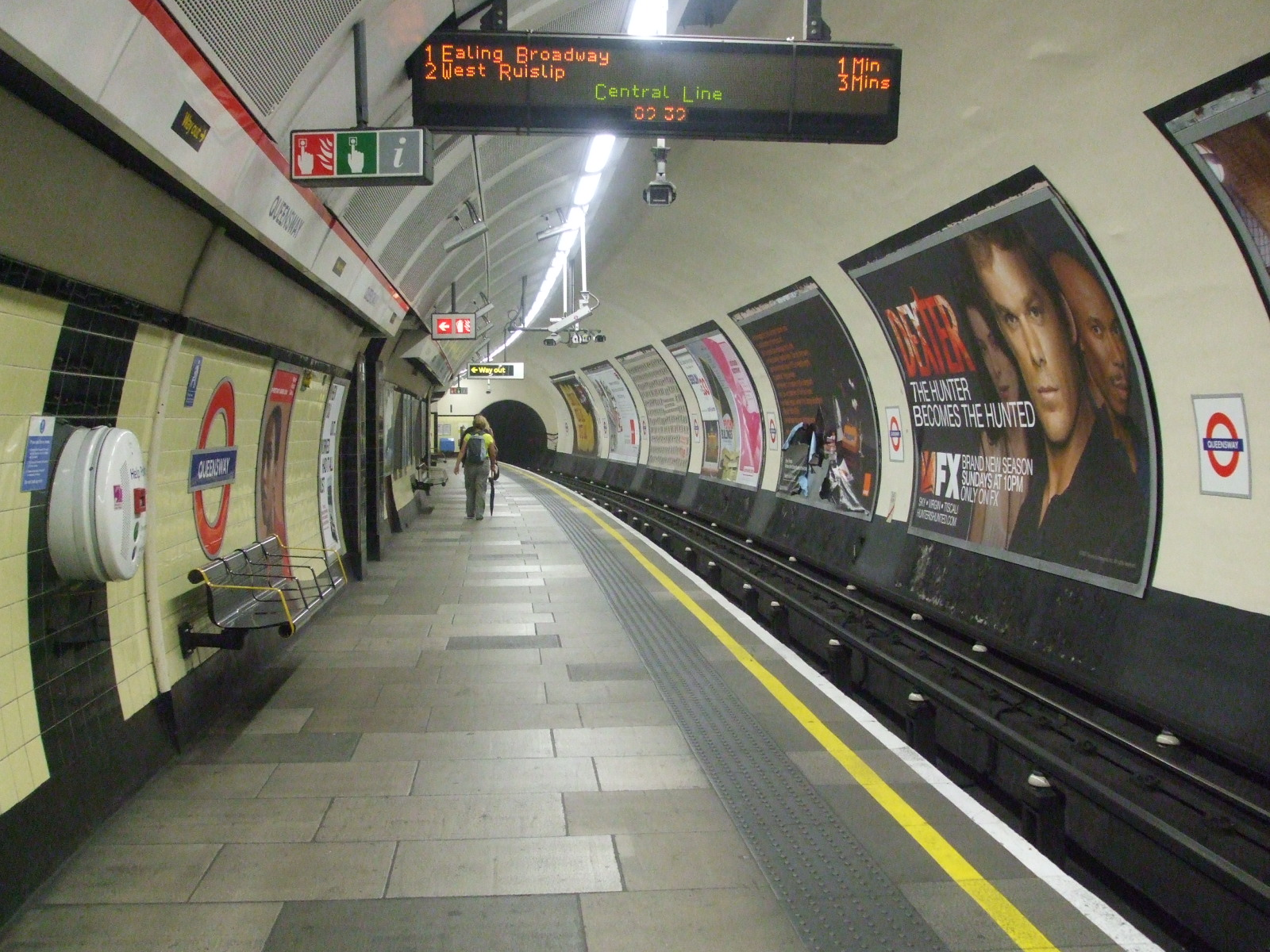
Bahnsteig in Richtung Westen

Queensway ist eine unterirdische Station der London Underground in der City of Westminster. Sie liegt am Nordrand der Kensington Gardens, an der Kreuzung von Queensway und Bayswater Road und wird von der Central Line bedient. Im Jahr 2013 nutzten 8,58 Millionen Fahrgäste die Station. Etwa 200 Meter weiter nördlich, ebenfalls am Queensway, befindet sich die Station Bayswater.
Die in der Travelcard-Tarifzone 1 gelegene Station wurde am 30. Juli 1900 durch die Central London Railway, die Vorgängergesellschaft der Central Line, eröffnet und hieß zu Beginn Queen’s Road. Die Umbenennung in Queensway erfolgte am 9. September 1946. Das Stationsgebäude wurde wie bei der Central London Railway üblich von Harry Bell Measures entworfen.
Vom 8. Mai 2005 bis zum 14. Juni 2006 war die Station wegen Umbau- und Modernisierungsarbeiten geschlossen. Diese Maßnahme war notwendig, um die alten, zuletzt sehr störanfällig gewordenen Aufzüge zu ersetzen. Zusätzlich wurde die Station modernisiert und neu verfliest. Das für den Umbau zuständige Unternehmen Metronet hätte die Arbeiten bis zum 9. Mai 2006 vollenden sollen, dieser Termin musste aber zweimal verschoben werden.